# Старченко, Артемий Иванович
Артемий Иванович Старченко (1920—1984) — полковник Советской Армии, участник Великой Отечественной войны, Герой Советского Союза (1944).

## Биография
Артемий Старченко родился 2 октября 1920 года в деревне Николаевка (ныне — Мглинский район Брянской области). Окончил восемь классов школы. В 1939 году Старченко был призван на службу в Рабоче-крестьянскую Красную Армию. В 1941 году он окончил Новосибирское пехотное училище. С начала Великой Отечественной войны — на её фронтах. В 1943 году окончил курсы «Выстрел».
К июню 1944 года старший лейтенант Артемий Старченко командовал батальоном 241-го стрелкового полка 95-й стрелковой дивизии 49-й армии 2-го Белорусского фронта. Отличился во время освобождения Могилёвской области Белорусской ССР. 23 июня 1944 года батальон Старченко прорвал немецкую оборону на реке Проня в Горецком районе, а три дня спустя переправился через Днепр в районе деревни Колесище Могилёвского района и захватил плацдарм, продержавшись до переправы основных сил. Также батальон Старченко принимал активное участие в освобождении деревни Княжицы Могилёвского района.
Указом Президиума Верховного Совета СССР от 21 июля 1944 года старший лейтенант Артемий Старченко был удостоен высокого звания Героя Советского Союза с вручением ордена Ленина и медали «Золотая Звезда».
После окончания войны Старченко продолжил службу в Советской Армии. В 1948 году он окончил Военную академию имени М. В. Фрунзе. В 1961 году в звании полковника Старченко был уволен в запас. Проживал и работал в Риге. Скончался 9 февраля 1984 года.
Был также награждён орденом Александра Невского и двумя орденами Красной Звезды, рядом медалей.